# Papers (програма)
Papers — це програмне забезпечення для керування посиланнями для Mac OS X і Windows використовується для керування бібліографіями та посиланнями під час написання есе та статей. В основному він використовується для організації посилань і підтримки бібліотеки документів PDF, а також забезпечує інтерфейс для пошуку в сховищі документів, повноекранного читання та різноманітних способів імпорту та експорту документів.

## Огляд
Документи були розроблені Олександром Грікспуром і Томом Гроотуїсом під час навчання в Нідерландському інституті раку для отримання [Архівовано 8 травня 2022 у Wayback Machine.] ступеня доктора філософії. Зіткнувшись із роботою з сотнями цифрових публікацій у форматі PDF, пара працювала над додатком, щоб забезпечити підхід до керування документами, подібний до iTunes. Спочатку Papers був випущений як загальнодоступний попередній перегляд у лютому 2007 року, а через кілька місяців — повна версія. У третьому кварталі 2013 року була випущена нова версія програмного забезпечення, яка надійшла в продаж разом із новим додатком для iPhone/iPad. Продукти зазнали значної критики користувачів, які зіткнулися з великою кількістю проблем, починаючи від втрачених баз даних і анотацій до несумісності між мобільними та настільними додатками. Користувачі критикували розробників Papers, за те, що вони виставили на продаж бета-версію програмного забезпечення та їхню повільність у вирішенні проблем, які фактично зробили програмне забезпечення непридатним для використання.
16 березня 2016 року ReadCube придбала Papers у Springer Nature за нерозкриту суму.

## Версії

### Мак
Після випуску Papers2 у березні 2011 року, Papers тепер також пропонує повні функції посилання на посилання в стилі EndNote. Papers2 дозволяє користувачам отримувати доступ до своєї бібліотеки та вставляти цитати в різні програми, будь то в документи, презентації чи у вебпереглядачі. Papers пропонує знайомий користувальницький інтерфейс і ряд функцій для збирання, кураторства, об'єднання та зв'язування статей.
Нова версія для Mac була випущена наприкінці 2013 року: Papers 3. У цій версії представлено перероблений інтерфейс користувача та синхронізацію на основі дропбоксу, який згодом було розширено до інших хмарних сховищ.
З 1 листопада 2018 року Papers 3 більше не доступний у продажу та не буде активно розвиватися. Нова версія Papers розробляється ReadCube.
ReadCube Papers доступний з осені 2019 року

### Windows
Papers 3 для Windows вперше був випущений у 2012 році після успіху програми для Mac. Нова версія, тепер Papers 3 для Windows, була випущена наприкінці липня 2014 року після переробки програм для Mac і iOS раніше. Ця версія спрощує роботу користувача та функції, доступні з програми Mac. Papers 3 для Windows також уніфікував пошук на своїй платформі. Він підтримував синхронізацію Dropbox між пристроями Mac та iOS під керуванням Papers 3, а також Papers Online. Версія Papers 3 для Windows знята з продажу і більше не доступна.
ReadCube Papers доступний з осені 2019 року

### Браузер
Онлайн-версія Papers працює в будь-якому браузері та в будь-якій операційній системі. Користувачі можуть отримати доступ до своєї бібліотеки, увійшовши за допомогою своєї інституційної або особистої адреси електронної пошти. Бібліотеки автоматично синхронізуватимуться та матимуть необмежене хмарне сховище.

### iPhone та iPad
Версії Papers доступні безкоштовно в iTunes App Store для iPhone та iPad . Версія була випущена із запуском Papers 3 для Mac, а також уніфікований пошук у додатку iOS. Найновіша версія Papers доступна в магазині iTunes. Він має функції керування статтями, а на додаток до стандартних функцій анотації, нові документи для iOS також мають анотації від руки та підтримують Apple Pencil. Документи для iOS можна синхронізувати через хмарне сховище ReadCube Papers.

### Android
Версія Papers доступна для користувачів Android і її можна безкоштовно завантажити через Google Play. Він автоматично синхронізується з робочим столом Papers і вебпрограмами.

### Документи онлайн (застарілі)
Papers Online — це новий набір служб, випущений разом із Papers 3 для Windows. Він працює на більшості платформ (Mac, iOS і Windows) і пропонує користувачам можливість обмінюватися колекціями статей. Користувачі Papers 3 можуть створювати спільні колекції та отримувати до них доступ з браузера на будь-якому іншому пристрої, а також ділитися цією колекцією для доступу іншим користувачам Papers 3, а також особам, які наразі не використовують Papers 3. Ця версія більше недоступна.

## Особливості
Усі функції доступні для Mac/Windows/iOS/Android
- Пошук і завантаження
  - Вбудовані пошукові системи
  - Індивідуальні рекомендації
  - Пов'язані канали статей
  - Інституційна підтримка проксі
  - Вебімпорт через браузер
  - Завантаження PDF одним клацанням миші
  - Розширені фільтри пошуку
- Організаційний менеджмент
  - Легкі інструменти імпорту з вашого робочого столу/інших менеджерів довідкових даних
  - Автоматична відповідність метаданих статті
  - Пошук повнотекстової бібліотеки
  - Розширений сортування та фільтрація
  - Ручні та розумні колекції
  - #позначення ключових слів, мітки та оцінки статей
- Розширене читання та коментування
  - Розширений перегляд PDF-файлів
  - Вбудовані посилання з гіперпосиланнями, браузери зображень із високою роздільною здатністю та автоматично завантажені додатки
  - Розширені показники статей (включаючи цитування, відношення полів і відносного цитування та альтметрику)
  - Вбудовані та наклейки, інструменти виділення та малювання
  - Інструмент перетворення тексту в мовлення
- Співпраця
  - До 5 приватних спільних колекцій (PDF/посилання)
  - Співпрацюйте з до 30 користувачами Papers на колекцію
  - Діліться посиланнями, PDF-файлами, нотатками, тегами та анотаціями PDF
  - Підсумок обговорення статті
- Інструменти цитування — SmartCite
  - Вставляйте посилання з особистих / спільних бібліотек або використовуйте вбудовану пошукову систему
  - Підтримується понад 8000 стилів цитування. Налаштуйте та імпортуйте власні
  - Швидка копія цитат у bibtex, рис
  - Експортуйте список посилань для використання в інструментах сторонніх розробників, таких як EndNote і Overleaf
  - Підтримує Word 2016+ [Архівовано 12 грудня 2021 у Wayback Machine.] і Google Docs [Архівовано 26 листопада 2021 у Wayback Machine.]
  - SmartCite for Citekeys[3] дозволяє писати в інших текстових процесорах, таких як Pages, Manuscripts App [Архівовано 12 грудня 2021 у Wayback Machine.] тощо.
- Міжплатформна синхронізація
  - Необмежене хмарне сховище для вашої особистої бібліотеки
  - Синхронізуйте всю свою бібліотеку, включаючи нотатки, списки, анотації та виділення, на всіх своїх пристроях
  - Підтримує комп'ютер (Mac/PC), мобільний (iOS/Android) та Інтернет.

## Нагороди
У 2007 році додаток заробив премію Apple Design Award2007 за найкраще рішення для наукових обчислень Mac OS X.